# Cambridge Digital Library
La Cambridge Digital Library è un progetto gestito dalla Cambridge University Library concepito per rendere disponibili online articoli dalle collezioni uniche e distintive della Biblioteca dell'Università di Cambridge. Il progetto è stato inizialmente finanziato con una donazione di £ 1,5 milioni di GBP, con lo scopo di sviluppare l'infrastruttura tecnica e produrre un lotto iniziale di contenuti online. Il primo passo del progetto, noto come Foundations Project, si è svolto dalla metà del 2010 all'inizio del 2014 ed è stato incentrato su due filoni principali, la fede e la scienza.

## Collezione religiosa
La collezione religiosa conterrà opere di diversi credi religiosi, tra cui Ebraismo, Islam, Cristianesimo e Buddismo. Le raccolte della Biblioteca comprendono alcuni dei primi frammenti di Corano su pergamena, una sezione di opere devozionali e trattati mistici, una copia unica del Kitāb al-Tawhīd di al-Māturīdī e il primo commento noto del Corano scritto in lingua persiana. La biblioteca possiede anche oltre 1000 manoscritti in ebraico che coprono una vasta gamma di testi, come versioni della Bibbia, commenti, liturgia, filosofia, Cabala, letteratura e documenti legali: sono rotoli e frammenti, ma per la maggior parte sono in forma di codice. Il pezzo più antico che la biblioteca possiede in questa particolare collezione è una copia dei 10 comandamenti scritti su papiro. Le opere cristiane della Biblioteca comprendono il Codice Bezae Cantabrigiensis, un importante manoscritto del Nuovo Testamento, il Moore Bede e il Libro di Cerne. La Biblioteca ospita anche alcuni dei più antichi manoscritti buddisti esistenti. Prevede di incorporare tutti questi elementi nella biblioteca digitale.

## Collezione scientifica
I pezzi che la Biblioteca intende utilizzare nella parte scientifica della sua biblioteca digitale si concentrano su manoscritti scientifici originali, a cominciare dalle opere di Isaac Newton; la biblioteca possiede anche molti lavori di altri famosi scienziati, tra cui Charles Darwin, Lord Kelvin, Adam Sedgwick, JJ Thomson, Ernest Rutherford, James Clerk Maxwell e Sir George Gabriel Stokes.